# ساپووآفیک
ساپووآفیک با نام‌های پیشین ناتیک یا رِیوِن آیلندز (به معنی "جزایر کوهنوردی") یک آب‌سنگ حلقوی با مساحت ۱۱۰ کیلومتر مربع (۴۲ مایل مربع) در ایالت پوناپی، ایالات فدرال میکرونزی است. همچنین نام یک دهکده و منطقه شهرداری با نزدیک به ۴۳۰ نفر در زمینی به مساحت ۱٫۵ کیلومتر مربع (۰٫۵۸ مایل مربع) است.

## جغرافیا
این آبخوست در ۱۵۰ کیلومتر (۹۳ مایل) جنوب باختر آبخوست اصلی پوناپی در جزایر کارولین شرقی است. ۱۰ آبخوست جداگانه در این آب‌سنگ وجود دارند. بزرگترین و تنها آبخوست دارای جمعیت، «ناتیک» در باختری‌ترین بخش آب‌سنگ است.
درازای این آب‌سنگ حلقوی ۲۲٫۵ کیلومتر (۱۴٫۰ مایل) و پهنای آن ۹٫۶ کیلومتر (۶٫۰ مایل) است. مساحت تالاب داخلی ۷۸٫۵۶ کیلومتر مربع (۳۰٫۳۳ مایل مربع) و مساحت کلی آب‌سنگ حلقوی ۱۱۴ کیلومتر مربع (۴۴ مایل مربع) است. مجموع مساحت ۱۰ آبخوست ۱٫۷۵ کیلومتر مربع (۰٫۶۸ مایل مربع) است که آبخوست ناتیک با ۰٫۹۱ کیلومتر مربع (۰٫۳۵ مایل مربع) بیش از نیمی از مساحت کل را در بر می‌گیرد. از شش آبخوست کوچکتر برای کشت نارگیل و تارو و پرورش دام خوک و مرغ استفاده می‌شود. ۱۲ ساختمان برای سرپناه موقت در این آبخوست‌ها وجود دارند.
فهرست آبخوست‌های سابووآفیک:
| آبخوست             | مساحت (کلیومتر مربع) | موقعیت        |
| ------------------ | -------------------- | ------------- |
| ناتیک              | ۰/۹۰۶                | باختری‌ترین    |
| پینتا              | ۰/۲۰۶                | شمال          |
| بیگن کاراکار       | ۰/۰۲۵                | شمال خاور     |
| جیروپ              | ۰/۰۲۳                | خاور          |
| بیگن کلانگ         | ۰/۰۴۷                | خاور          |
| پیکپ (پیکن ماتگان) | ۰/۰۰۹                | خاور          |
| دکنمان             | ۰/۰۰۹                | خاوری‌ترین     |
| وات                | ۰/۲۸۱                | خاوری‌ترین     |
| پیکن متکوو         | ۰/۰۰۶                | جنوب خاور     |
| اوتالوک (واتیلوک)  | ۰/۰۳۹                | جنوب          |
| ساپووآفیک          | ۱/۵۵۱                | آبسنگ حاشیه‌ای |

## میدان هوایی
میدان هوایی عمومی ساپووآفیک در آبخوست ناتیک قرار دارد (۵°۴۷′۰۱″شمالی ۱۵۷°۱۰′۰۲″شرقی / ۵٫۷۸۳۷۱۱°شمالی ۱۵۷٫۱۶۷۲۷۶°شرقی). فرسایش ساحلی باعث جدایش ۲۰ متری بین میدان هوایی از آبخوست ناتیک شده است. بنابراین مسافران برای رفت‌وآمد بین میدان هوایی و آبخوست ناتیک باید سوار قایق شوند.

## جمعیت
جمعیت ساپووآفیک در سال ۲۰۱۰، ۴۳۳ نفر بود. با وجود نزدیکی فرهنگ مردم آن به پوناپی، ویژگی‌های خود را دارد.
کریول مردانه ناتیک به خاطر کشتار جمعی ناتیک در ۱۸۳۷ میلادی است. در این سال گروه بزرگی از مردان آبخوست ناتیک به دست کارکنان یک کشتی استرالیایی به فرماندهی «سی.اچ. هارت» و جنگجویان پوناپی کشته شدند. پس از آن اروپایی‌ها و مردمان پوناپی در این آب‌سنگ حلقوی ساکن شده و با زندگی زنان بومی آن، نژاد، فرهنگ، و زبان تازه‌ای پدید آمد. به غیر از مردان، دیگر ساکنان آبخوست به زبان ناتیکی سخن می‌گویند که نزدیک به زبان پوناپی است.

## تاریخ
نخستین اروپایی وارد شده به آب‌سنگ حلقوی ساپووآفیک یک افسر نیروی دریایی به نام «فلیپه تامپسون» در ۶ آوریل ۱۷۷۳ بود. او در هنگام دریانوردی از مانیل به سان بلای در اسپانیای نو بود. نام کشتی او «نوسترا سنیرا د لا کنسولاسیون» به معنی "بانوی دلسوز" یا نام کوتاه «بوین فین» به معنی "پایان خوب" بود. فلیپه تامپسون نام این آبخوست را «لوس والیانته» به معنی "آبخوست سرزنده" نامید. در زمانی بین ۱۷۹۳ تا ۱۷۹۶ «ویلیام ریون» فرمانده کشتی بریتانیا از آبخوست ناتیک دیدار کرد.

## آموزش و پرورش
وزارت آموزش و پرورش ایالت پوناپی مدرسه‌های دولتی زیر را اداره می‌کند:
- مدرسه ابتدایی ساپووآفیک[۶]